# Erklärbär
Die Figur des Erklärbären ist eine Kunstfigur, sprachlich ist es ein Homoioteleuton. Die Bezeichnung fand Eingang in den allgemeinen Sprachgebrauch als sprachliches Bild und beschreibt die häufige Wiederholung ausführlicher verbaler Darstellungen von Sachverhalten.
Einerseits kann die Bezeichnung abwertend verwendet werden, wie etwa in „Ich bin nicht dein Erklärbär, lies die Dokumentation“. Andererseits gibt es auch positive Verwendungen des Begriffs, um jemanden zu bezeichnen, der einen komplizierten Sachverhalt sehr gut erklären kann oder einen dauerhaften Einfluss auf die Gesellschaft hat. Letztere Verwendung findet sich besonders im Bereich des Kinderfernsehens, etwa zur Beschreibung der Sendung mit der Maus, des Peter Lustig
oder der Figur des Woozle Goozle, einer Sendung des Senders Super RTL.
Weitere Darstellungen greifen das Konzept auch bewusst ironisch auf. So wurde von Markus Maria Profitlich in den Sketch-Shows Die Wochenshow und Mensch Markus ein gereizter Erklärbär verkörpert. Auch YouTuber verwenden die Bezeichnung für Erklärvideos und Erläuterungen, die sie selbst anbieten, zum Beispiel der deutsche Webvideoproduzent AlexiBexi.
Im Südwestrundfunk gibt es die Rolle des Erklärbären, gespielt vom Radiomoderator und Comedian Sascha Zeus.
Ein praktisches Beispiel für die Anwendung des Konzepts „Erklärbär“ in der realen Welt ist der „Erklärbär Blog“. Auf dieser Webseite werden komplexe Begriffe und Themen auf eine leicht verständliche Weise erklärt, ganz im Sinne des „Erklärbären“.